# Palazzo Sambuca
Palazzo Sambuca (detto Torre Maniace) è un palazzo tardo barocco situato nel centro storico di Palermo, in via Alloro nel quartiere della Kalsa.

## Storia
La costruzione del palazzo, nella configurazione attuale, è fatto risalire al 1778, anno in cui la famiglia Bologna ingloba nella propria dimora la casa dei Saladino, anche questi esponenti della nobiltà palermitana. In questa radicale modifica, viene inglobata anche la Torre Maniace del 1039 che sorgeva presso la porta Policii, (costruita dal comandante bizantino Giorgio Maniace, Principe e Vicario dell'Imperatore di Costantinopoli, discendente dalla famiglia imperiale di Bisanzio, i cui discendenti si sono imparentati con Federico II di Svevia, tramite la madre l'Imperatrice Costanza d'Altavilla). Il progetto dell'unificazione, voluto da Giuseppe Beccadelli, principe di Camporeale e marchese di Sambuca, è dovuto all'architetto del senato Carlo Chenchi.
L'impianto planimetrico subisce un interessante sviluppo su due corti, con una galleria-vestibolo che le mette in comunicazione. Il piano terra è in parte destinato alla cavallerizza con volte a crociera sorrette da quattordici colonne. Si perviene al piano nobile attraverso uno scalone a rampa unica. Percorrendo l'edificio longitudinalmente, dalla via Alloro alla via Riso, si sviluppa una successione di saloni decorati con stucchi e affreschi e arredati, in passato, con tappeti e mobilio di pregio provenienti dalla Francia secondo la moda del tempo ma anche realizzati in Sicilia grazie alla perizia delle maestranze locali.
L'edificio prospetta su tre vie con facciate stilisticamente diverse tra loro. Il prospetto su via Alloro è composto con classico schema settecentesco a tre livelli. Al piano terra si aprono due portali principali ad archi policentrici e piedritti con decorazioni coeve e otto ingressi disposti simmetricamente rispetto l'apertura centrale; al piano superiore, in asse con le aperture del piano terra, si trovano le grandi finestre del piano nobile, tutte decorate con ghirlande stile "Maria Antonietta", che vengono riproposte sulle aperture del secondo piano. Il prospetto sulla via Vetriera è caratterizzato dallo splendido terrazzo sul quale si affacciano i saloni di rappresentanza con fronte neoclassico, tipico dell'architettura del Chenchi. A sinistra il padiglione della musica, a testimonianza degli interessi culturali che i Beccadelli coltivavano. Poco rimane degli affreschi dei saloni, mentre nessuna testimonianza è giunta dell'opera di Olivio Sozzi nel palazzo.
Il palazzo è stato duramente colpito durante il bombardamento del 9 maggio 1943. L'ala destra fu interamente distrutta e il resto del palazzo restò per lunghi anni in rovina.